# Chef de la police - Directeur général de la sécurité publique
Le chef de la police - directeur général de la sécurité publique (en italien:Capo della polizia - direttore generale della pubblica sicurezza) en Italie est une personnalité de l'administration de la sécurité publique, en particulier le chef de la Police d'État (Polizia di Stato) et dirige le département de la sécurité publique (Dipartimento della pubblica sicurezza) dépendant du ministère de l'Intérieur.

## Histoire
Le chef de la police était le commandant du corps des gardes de la sécurité publique et des fonctionnaires de la Police d'État (Polizia di Stato) et était à la tête de la direction générale de la sécurité publique du ministère de l'intérieur. En 1976, le préfet Giuseppe Parlato a été le premier policier appelé à devenir chef de la police.
Avec la réforme et la démilitarisation de la police, initiées par la loi 121 du 1er avril 1981, le rôle est devenu celui de chef de la police d'État et de directeur général de la sécurité publique, à la tête du département du même nom.

## Nomination
Le poste est occupé par un préfet issu des rôles préfectoraux ou ayant eu le grade de directeur général de la sécurité publique. En vertu de l'article 5 de la loi n° 121 du 1er avril 1981, le chef de la police - directeur général de la sécurité publique est nommé par décret du Président de la République, après délibération du Conseil des ministres, sur proposition du ministre de l'Intérieur.

## Tâches
Les tâches du chef de la police consistent à gérer le corps du point de vue bureaucratique, à en assurer le bon fonctionnement, à représenter l'institution auprès du chef de l'État, du gouvernement et des autres organes constitutionnels italiens ou étrangers. Il dirige le département de la sécurité publique et coordonne, d'un point de vue technico-opérationnel, les forces de police italiennes ; il assiste également aux cérémonies de prestation de serment des commissaires stagiaires, des inspecteurs et des officiers, ainsi qu'aux célébrations d'anniversaires et aux fêtes du corps.

### Chefs adjoints
Pour exercer ses fonctions, il est assisté de trois chefs adjoints, également issus du corps préfectoral. Pour le chef adjoint - vicaire, l'appartenance à la police d'État avant l'entrée dans la carrière préfectorale est également prescrite.
- Directeur général adjoint avec fonctions d'auxiliaire ; il doit être considéré comme le premier des trois adjoints et est chargé de remplacer le chef en cas d'empêchement de celui-ci, ainsi que d'être son plus proche collaborateur.
- Directeur général adjoint - Directeur central de la police criminelle ; dirige toutes les activités d'enquête et de police criminelle et judiciaire.
- Directeur général adjoint pour la coordination et la planification ; spécialisé dans la coordination entre les différents organes spécialisés et les activités du ministère de l'intérieur.

## Rôle
Le chef de la police dirige la police d'État et est simultanément le chef du département de la sécurité publique du ministère de l'intérieur, par l'intermédiaire duquel il coordonne les actions de toutes les forces de police (outre la police d'État, les carabiniers, la Guardia di Finanza et la police pénitentiaire (Polizia penitenziaria)).
Lui sont directement rattachés:
- Secrétariat du Département de la Sécurité Publique[4]
- Direction centrale de l'immigration et de la police des frontières
- Direction centrale des ressources humaines
- Direction centrale de la santé
- Direction centrale des établissements d'enseignement
- Direction centrale des services de technologie et de gestion des actifs
- Direction centrale des services comptables
- Bureau central d'intervention pour la sécurité des personnes
- École de formation avancée des forces de police
- École supérieure de police

Par l'intermédiaire du Directeur général adjoint - Directeur central de la police criminelle:
- Direction centrale de la police criminelle
- Bureau de coordination et de planification de la police
- Bureau central d'inspection
- Direction centrale de la police criminelle
- Direction centrale des services anti-drogue
- Direction des enquêtes anti-mafia
- Direction centrale des affaires générales de la police d'État
- Direction centrale de la police de prévention
- Direction centrale de la police des routes, des chemins de fer et des communications et des unités spéciales de la police d'État.

## Chronologie des chefs de police
- Royaume d'Italie
| N° | Nom                      | Nommé             | Démis             | Notes |
| -- | ------------------------ | ----------------- | ----------------- | --- |
| 1  | Luigi Berti              | 16 mai 1878       | 16 décembre 1878  | 1er mandat |
| 2  | Ferdinando Ramognini     | 16 janvier 1879   | 14 octobre 1879   | 1er mandat |
| 3  | Giovanni Bolis           | 14 août 1879      | 31 décembre 1883  | |
| 4  | Ottavio Lovera di Maria  | 31 décembre 1883  | 29 octobre 1885   | |
| 5  | Bartolomeo Casalis       | 29 octobre 1885   | 16 avril 1887     | |
| 6  | Luigi Berti              | 10 juillet 1887   | 29 octobre 1890   | 2e mandat |
| 7  | Ferdinando Ramognini     | 1er décembre 1890 | 1er octobre 1893  | 2e mandat |
| 8  | Giuseppe Sensales        | 1er octobre 1893  | 7 avril 1896      | |
| 9  | Giovanni Alfazio         | 7 avril 1896      | 1er août 1898     | |
| 10 | Francesco Leonardi       | 1er août 1898     | 23 février 1911   | |
| 11 | Giacomo Vigliani         | 1er février 1911  | 29 septembre 1917 | 1er mandat |
| 12 | Giuseppe Sorge           | 29 septembre 1917 | 10 mars 1919      | |
| 13 | Riccardo Zoccoletti      | 10 mars 1919      | 1er juillet 1919  | |
| 14 | Vincenzo Quaranta        | 1er juillet 1919  | 19 juin 1920      | |
| 15 | Giacomo Vigliani         | 19 juin 1920      | 14 juillet 1921   | 2e mandat |
| 16 | Corrado Bonfanti Linares | 14 juillet 1921   | 1er mars 1922     | |
| 17 | Giacomo Vigliani         | 2 mars 1922       | 7 août 1922       | 3e mandat |
| 18 | Raffaele Gasbarri        | 8 août 1922       | 11 novembre 1922  | A servi au moment de la Marche sur Rome (Régime fasciste).                                                                                    |
| 19 | Emilio De Bono           | 11 novembre 1922  | 16 juin 1924      | Général de division de l'Armée royale italienne et l'un des Quadrumvirs fascistes. Il a également été Commandant général des Chemises noires. |
| 20 | Francesco Crispo Moncada | 17 juin 1924      | 13 septembre 1926 | |
| 21 | Arturo Bocchini          | 13 septembre 1926 | 20 novembre 1940  | A également dirigé l'OVRA, la police secrète fasciste. Décédé en fonction.                                                                    |
| 22 | Carmine Senise           | 20 novembre 1940  | 15 avril 1943     | 1er mandat |
| 23 | Lorenzo Chierici         | 16 avril 1943     | 25 juillet 1943   | Général des Chemises noires. Déposé pendant la chute du régime fasciste.                                                                      |
| 24 | Carmine Senise           | 26 juillet 1943   | 23 septembre 1943 | 2e mandat |
| 25 | Tullio Tamburini         | 1er octobre 1943  | Avril 1944        | Chef du Corps de police républicain de la République sociale italienne.                                                                       |
| 26 | Eugenio Cerruti          | Avril 1944        | Octobre 1944      | Chef du Corps de police républicain de la République sociale italienne.                                                                       |
| 27 | Renzo Montagna           | 6 octobre 1944    | 25 avril 1945     | Chef du Corps de police républicain de la République sociale italienne.                                                                       |
| 28 | Giuseppe Solimena        | 15 avril 1944     | 15 août 1944      | |
| 29 | Luigi Ferrari            | 16 août 1944      | 10 juin 1946      | |

 - République d'Italie
| N° | Nom                      | Nommé             | Démis             | Notes              |
| -- | ------------------------ | ----------------- | ----------------- | ------------------ |
| 1  | Luigi Ferrari            | 10 juin 1946      | 12 septembre 1948 |                    |
| 2  | Giovanni D'Antoni        | 12 septembre 1948 | 20 septembre 1952 |                    |
| 3  | Tommaso Pavone           | 20 septembre 1952 | 11 mars 1954      |                    |
| 4  | Giovanni Carcaterra      | 22 mars 1954      | 10 octobre 1960   |                    |
| 5  | Angelo Vicari            | 10 octobre 1960   | 28 janvier 1973   |                    |
| 6  | Efisio Zanda Loy         | 2 février 1973    | 4 juin 1975       |                    |
| 7  | Giorgio Menichini        | 5 juin 1975       | 19 novembre 1976  |                    |
| 8  | Giuseppe Parlato         | 20 novembre 1976  | 19 janvier 1979   |                    |
| 9  | Giovanni Rinaldo Coronas | 19 janvier 1979   | 27 avril 1984     |                    |
| 10 | Giuseppe Porpora         | 27 avril 1984     | 22 janvier 1987   |                    |
| 11 | Vincenzo Parisi          | 22 janvier 1987   | 27 août 1994      |                    |
| 12 | Fernando Masone          | 27 août 1994      | 31 mai 2000       |                    |
| 13 | Gianni De Gennaro        | 1er juin 2000     | 2 juillet 2007    |                    |
| 14 | Antonio Manganelli       | 2 juillet 2007    | 20 mars 2013      | Décédé en service. |
| 15 | Alessandro Marangoni     | 20 mars 2013      | 31 mai 2013       | par intérim        |
| 16 | Alessandro Pansa         | 31 mai 2013       | 29 avril 2016     |                    |
| 17 | Franco Gabrielli         | 29 avril 2016     | 28 février 2021   |                    |
| 18 | Maria Luisa Pellizzari   | 1er mars 2021     | 4 mars 2021       | par intérim        |
| 19 | Lamberto Giannini        | 4 mars 2021       | Titulaire         |                    |

## Note
1. ↑  www.poliziadistato.it
2. ↑  Polizia di Stato, « Polizia di Stato »
3. ↑  « sul sito del ministero dell'interno »
4. ↑  interno.gov.it
5. ↑  « Italy's police chief dies in Rome hospital », UPI.com (consulté le 25 avril 2019)

## Source
- (it) Cet article est partiellement ou en totalité issu de l’article de Wikipédia en italien intitulé « Capo della polizia - direttore generale della pubblica sicurezza » (voir la liste des auteurs).